# Região Geográfica Imediata de Peixoto de Azevedo-Guarantã do Norte
A Região Geográfica Imediata de Peixoto de Azevedo-Guarantã do Norte é uma das 18 regiões imediatas do estado brasileiro de Mato Grosso, uma das seis regiões imediatas que compõem a Região Geográfica Intermediária de Sinop e uma das 509 regiões imediatas no Brasil, criadas pelo IBGE em 2017.

## Municípios
Fonte: IBGE 
| Município          | População Estimativa 2017 | Área (km²) |
| ------------------ | ------------------------- | ---------- |
| Guarantã do Norte  | 34 500                    | 4734       |
| Matupá             | 15 870                    | 5219       |
| Novo Mundo         | 8 730                     | 5791       |
| Peixoto de Azevedo | 33 630                    | 14400      |
| Total              | 92 730                    | 30 144     |